# بخش بولی
بخش بولی یکی از بخش هایشهرستان چوار در استان ایلام ایران است. مردم ایل بولی به زبان کردی گویش کلهری تکلم میکنند. ایل بولی از ایلات مرزی استان ایلام می باشد، که بیش از ۴۸ کیلومتر مرز مشترک با کشور عراق دارد، ایل بولی یکی از ایل های کرد ایران می باشد . 

## تقسیمات کشوری
- بخش بولی
  - دهستان بولی
  - دهستان چکر